# أنثروبويد (فلم)
أنثروبويد (بالإنجليزية: Anthropoid) هو فيلم حربي ملحمي تم إنتاجه في التشيك وفرنسا وصدر في سنة 2016. الفيلم من إخراج وكتابة سين أليس وساعده بالكتابة أنتوني فريوين. يحكي الفيم قصة عملية أنثروبويد التي حدثت خلال الحرب العالمية الثانية، والتي تم فيها اغتيال الزعيم النازي راينهارد هايدريش في براغ في 27 مايو 1942.

## أبرز الممثلين
- كيليان مورفي
- جيمي دورنان
- شارلوت لوبون
- آنا جيزليروفا
- هاري لويد
- توبي جونز

## القصة
يتم اختيار ضابط صف (جوزيف غابتشيك) والرقيب (كاريل سفوبودا) من التشيك لإغتيال اقوى الرجال في ألمانيا النازية واكثرهم دموية قائد الشوتزشتافل (راينهارد هيدريش). ويتم تدريب المجندين في لندن تدريب كامل واُرسِلو إلى براغ لتنفيذ العملية.

## الميزانية والإيرادات
بلغت تكلفة إنتاج الفيلم حوالي 9 ملايين دولار بينما حقق إيرادات تقدر بـ 5.3 مليون دولار.

## وصلات خارجية
- مقالات تستعمل روابط فنية بلا صلة مع ويكي بيانات
- أنثروبويد  في قاعدة بيانات الأفلام على الإنترنت (بالإنجليزية)